# Ляхля
Ляхля (таб. Ляхла) — село в Хивском районе Дагестана (Россия). Входит в состав «Ляхлинского сельского поселения». Расположено в 18 км от районного центра — села Хив.
Ближайший город от с. Ляхля Дербент расположен в 90 км к востоку. От райцентра Хив до с. Ляхля — грунтовая извилистая дорога с крутыми подъёмами и спусками, которая составляет 18 км.

## География
В географическом отношении село находится на оползне Эцяг, впадине около 300 метров относительно рядом находящегося плато Чихтил и Харжах, у подножия горы Каркул; 1500 метров над уровнем моря. По селению протекают речушки Фурдагнир, Цангар и воды источника Эцяг. За селом — река Рубас, естественно-условная граница, разделяющая Хивский и Табасаранский районы.

## Население
| 1895 | 1926 | 1939 | 1970 | 1989 | 2002 | 2010 |
| ---- | ---- | ---- | ---- | ---- | ---- | ---- |
| 210  | ↗312 | ↗355 | ↗491 | ↗534 | ↘493 | ↗612 |
| 2021 |      |      |      |      |      |      |
| ↗614 |      |      |      |      |      |      |

## История
После революции в с. Ляхля образовалось «Бедняцкое крестьянское хозяйство» вплоть до 1936 года. Во времена коллективизации — колхоз «Большевик», с центром в с. Ляхля. В 1965 году расформировали и присоединили к совхозу «Хивский» в с. Хив. После присоединили к совхозу «Куштильский», а ныне — МУП «Ляхля».
Ремесла: ковроткачество, где ткали на весь Дагестан знаменитые табасаранские ковры; гончарное дело, где делали «царгар (цӏаргъар)» — посуда для сушки продуктов в керамических печах; печи «тт(д)ернар»; деревообработка — лестницы, прялки, разные перила, и т. д.
Достопримечательности: Дабкьру гъван — на юг, 2 км. Пайгъамбрин гъарз — на север, 2,5 км.
Разрушенные сёла: Уркъин — на север, 2 км. Хьаржжакъ — на юг, 3 км. Нитӏарикк — на юго-восток, 6 км.